# ガブリエラ・ドラゴイ
ガブリエラ・ドラゴイ（Gabriela Drăgoi , 1992年8月28日 - ）はルーマニアのブザウ出身の女子体操選手。ニコラエ・フォーミントに教わった。
2008年の北京オリンピックに体操競技の代表として出場。平均台の決勝で15.625ポイントを出したが5位に終わった。団体総合では競技の関係で段違い平行棒だけの参加となり、最も得意とする平均台に参加することができなかったが銅メダルを獲得した。